# Fabrice Jeannet
Fabrice Jeannet (Fort-de-France, Martinica, 20 de octubre de 1980) es un deportista francés que compitió en esgrima, especialista en la modalidad de espada. Su hermano Jérôme también compitió en esgrima.
Participó en dos Juegos Olímpicos de Verano, obteniendo en total tres medallas: oro en Atenas 2004, en el torneo por equipos (junto con Éric Boisse, Hugues Obry y Jérôme Jeannet), y oro y plata en Pekín 2008, en las pruebas por equipos (con Jérôme Jeannet y Ulrich Robeiri) e individual, respectivamente.
Ganó nueve medallas en el Campeonato Mundial de Esgrima entre los años 2001 y 2007, y dos medallas en el Campeonato Europeo de Esgrima, oro en 2008 y bronce en 2007.

## Palmarés internacional
| Juegos Olímpicos   | Juegos Olímpicos        | Juegos Olímpicos  | Juegos Olímpicos   |
| Año                | Lugar                   | Medalla           | Prueba             |
| ------------------ | ----------------------- | ----------------- | ------------------ |
| 2004               | Atenas (Grecia)         | Medalla de oro    | Espada por equipos |
| 2008               | Pekín (China)           | Medalla de oro    | Espada por equipos |
| 2008               | Pekín (China)           | Medalla de plata  | Espada individual  |
| Campeonato Mundial |                         |                   |                    |
| Año                | Lugar                   | Medalla           | Prueba             |
| 2001               | Nimes (Francia)         | Medalla de bronce | Espada por equipos |
| 2001               | Nimes (Francia)         | Medalla de bronce | Espada individual  |
| 2002               | Lisboa (Portugal)       | Medalla de oro    | Espada por equipos |
| 2002               | Lisboa (Portugal)       | Medalla de plata  | Espada individual  |
| 2003               | La Habana (Cuba)        | Medalla de oro    | Espada individual  |
| 2005               | Leipzig (Alemania)      | Medalla de oro    | Espada por equipos |
| 2005               | Leipzig (Alemania)      | Medalla de plata  | Espada individual  |
| 2006               | Turín (Italia)          | Medalla de oro    | Espada por equipos |
| 2007               | San Petersburgo (Rusia) | Medalla de oro    | Espada por equipos |
| Campeonato Europeo |                         |                   |                    |
| Año                | Lugar                   | Medalla           | Prueba             |
| 2007               | Gante (Bélgica)         | Medalla de bronce | Espada por equipos |
| 2008               | Kiev (Ucrania)          | Medalla de oro    | Espada por equipos |